# Georg Götz (Politiker)
Georg Götz (* 22. Februar 1869 in Pressath, Bezirksamt Eschenbach; † 14. August 1939) war ein bayerischer königlicher Bezirksamtmann, königlicher Regierungsrat und Mitglied der Kammer der Abgeordneten.

## Leben
Götz studierte Jura an der Ludwig-Maximilians-Universität München und trat 1890 in bayerische Staatsdienste. Er war ab 1909 königlicher Bezirksamtmann in Viechtach und ab 1912 Regierungsrat bei der Regierung von Oberbayern-Kammer des Inneren.
Ab 21. Juni 1910  wurde er als Nachfolger von Lorenz Klimmer Mitglied des Bayerischen Landtages in der 20. Wahlperiode und 21. Wahlperiode jeweils für den Stimmkreis Wkr. Regen/Ndb. Ab 1920 war er Ministerialrat im Bayerischen Staatsministerium für Unterricht und Kultus, ab 1932 als Abteilungsleiter. 1934 erfolgte die Versetzung in den dauernden Ruhestand.